# 周朝俛
周朝俛（1486年—？），字勤可，又字伯起，號南石，福建福州府閩縣人，軍籍，明朝政治人物。

## 生平
正德五年（1510年）庚午科福建鄉試第三十名舉人。正德十六年（1521年）中式辛巳科會試第五名，登第三甲第一百八十六名進士。嘉靖二年（1523年）任浙江长兴县知县，丁艱去职。历官華州知州、刑部员外郎。

## 家族
曾祖周英，曾任壽官；祖父周晉，封刑部主事；父周熊，曾任刑部右侍郎贈中直大夫。前母林氏（贈安人）；母沈氏（封太宜人）。慈侍下。兄朝仕、周朝佐（知府）、朝儀、朝信、朝侃、朝俨、朝倧、朝佩。